# Axíoco
Axíoco de Escambónidas, hijo de Alcibíades (II) (en griego antiguo: Ἀξίοχος Ἀλκιβιάδου Σκαμβωνίδης, Axíochos Alkibiádou Skambōnídēs; mediados del siglo V - finales del siglo V a. C.) fue una antigua figura política ateniense y aristócrata de la familia Alcmeónida. Fue tío y compañero del famoso general y estadista Alcibíades (III), a quien acompañó en asuntos internos y externos. Esta asociación le llevó a su recurrencia en la literatura antigua, incluyendo obras atribuidas a Platón y Lisias.

## Biografía
Hijo del abuelo de Alcibíades, hermano de Clinias y quizás sobrino de Aspasia, el linaje de Axíoco lo situó dentro de la elitista y controvertida familia ateniense conocida como los Alcmeónidas. Tanto los registros históricos como el discurso apócrifo de Lisias implican la estrecha asociación de Axíoco con Alcibíades. Axíoco tuvo un hijo, Clinias (III).
Como se informó por Andócides  y se atestiguó en el registro arqueológico, Axíoco fue acusado en 415 a. C.junto con Alcibíades de profanar los misterios eleusinos, un punto de gran agitación doméstica dentro de la guerra del Peloponeso que precedió a la calamitosa Expedición a Sicilia. Esto llevó a Axíoco a huir de Atenas, ocasionando que perdiera sus propiedades y riquezas en el proceso. Como Alcibíades, regresó a Atenas en algún momento entre 411 y 407 a. C. Participó en la defensa de los generales de la Batalla de Arginusas en 406 a. C., lo que marca su última mención en el registro histórico.

## En la literatura
Varios autores antiguos incluyeron a Axíoco en su obra, y su personaje es representado como escandaloso y excesivo. En el diálogo que lleva su nombre, Esquines de Esfeto arremete contra la parranda de Axíoco con Alcibíades; el discurso atribuido a Lisias (cuyo contenido es presumido por los estudiosos como ficticio) describe un caso de libertinaje incestuoso con su famoso sobrino a través de sus co-matrimonios con ambos Medontis de Abido y la hija resultante. El diálogo platónico apócrifo que lleva su nombre muestra su pérdida de confianza en sí mismo mientras lidiaba con la mortalidad en su lecho de muerte. El Eutidemo de Platón presenta prominentemente a Clinias, hijo de Axíoco, como un estudiante en ciernes de Sócrates que se enfrenta a los sofistas Eutidemo y Dionisodoro.